# UFC 126
UFC 126: Silva vs. Belfort var en mixed martial arts-gala arrangerad av Ultimate Fighting Championship (UFC) i Las Vegas i USA den 5 februari 2011. Huvudmatchen var en match om UFC:s mellanviktstitel mellan den regerande sjufaldiga mästaren Anderson Silva och utmanaren Vitor Belfort.

## Bakgrund
UFC hade planerat en titelmatch mellan Anderson Silva och Vitor Belfort länge, matchen var först inplanerad till UFC 108 i januari 2010 men då tvingades Silva lämna återbud på grund av skada. Matchen bokades om till UFC 112 i april samma år men efter att Belfort skadat axeln ställdes även den matchen in. När Belfort återhämtat sig från skadan bokades matchen slutligen in till UFC 126. Matchen genererade mycket uppmärksamhet i deras hemland Brasilien.
Matchen mellan Norifumi Yamamoto och Demetrious Johnson streamades live över Facebook, något som UFC hade gjort vid ett tidigare tillfälle.

## Efterspel
Efter att Jon Jones besegrat Ryan Bader meddelade UFC:s VD Dana White direkt efter matchen att Jones skulle få ersätta skadade Rashad Evans i en titelmatch mot den regerande mästaren i lätt tungvikt Mauricio Rua.

## Resultat

### Underkort
|                                          | Mike Pierce | Weltervikt | Kenny Robertson |  |
| Segrare: TKO (slag) efter 0:29 i round 2 |             |            |                 |  |

|                                          | Kyle Kingsbury | Lätt tungvikt | Ricardo Romero |  |
| Segrare: TKO (slag) efter 0:21 i round 1 |                |               |                |  |

|                                         | Paul Taylor | Lättvikt | Gabe Ruediger |  |
| Segrare: KO (slag) efter 1:42 i round 2 |             |          |               |  |

|  | Norifumi Yamamoto     | Bantamvikt                 | Demetrious Johnson |  |
|  | (28-29, 27-30, 27-30) | Segrare: enhälligt domslut |                    |  |

|                            | Chad Mendes           | Fjädervikt | Michihiro Omigawa |  |
| Segrare: enhälligt domslut | (30-27, 30-27, 30-27) |            |                   |  |

|                                                            | Donald Cerrone | Lättvikt | Paul Kelly |  |
| Segrare: submission (rear-naked choke) efter 3:48 i rond 2 |                |          |            |  |

### Huvudkort
|                            | Miguel Torres         | Bantamvikt | Antonio Banuelos |  |
| Segrare: enhälligt domslut | (30-27, 30-27, 30-27) |            |                  |  |

|                        | Jake Ellenberger      | Weltervikt | Carlos Eduardo Rocha |  |
| Segrare: delat domslut | (27–30, 29–28, 29–28) |            |                      |  |

|                                                    | Jon Jones | Lätt tungvikt | Ryan Bader |  |
| Segrare: submission (giljotin) efter 4:20 i rond 2 |           |               |            |  |

|                            | Forrest Griffin       | Lätt tungvikt | Rich Franklin |  |
| Segrare: enhälligt domslut | (29–28, 29–28, 29–28) |               |               |  |

|                                         | Anderson Silva (M) | Mellanvikt Titelmatch | Vitor Belfort |  |
| Segrare: KO (spark) efter 3:25 i rond 1 |                    |                       |               |  |

## Bonusar
En bonus på $75 000 delas ut till Kvällens match, Kvällens knockout samt Kvällens submission.
- Kvällens match: Donald Cerrone mot Paul Kelly
- Kvällens knockout: Anderson Silva
- Kvällens submission: Jon Jones

### Webbkällor
- ”UFC 126 Results & Live Play-by-Play”. sherdog.com. http://www.sherdog.com/news/news/UFC-126-Results-amp-Live-Play-by-Play-29818. Läst 3 mars 2011.

### Fotnoter
1. 1 2  ”UFC 126 draws a reported 10,893 attendees for $3.6 million live gate”. mmajunkie.com. Arkiverad från originalet den 30 juni 2012. https://archive.is/20120630015352/http://mmajunkie.com/news/22362/ufc-126-draws-a-reported-10893-attendees-for-3-6-million-live-gate.mma. Läst 3 mars 2011.
2. ↑  ”Early Estimates Peg UFC 126 at 700-750K Pay-Per-View Buys”. bloodyelbow.com. Arkiverad från originalet den 18 mars 2011. https://web.archive.org/web/20110318014915/http://www.bloodyelbow.com/2011/2/10/1985806/early-estimates-peg-ufc-126-at-700-750k-pay-per-view-buys. Läst 3 mars 2011.
3. ↑  ”Vitor Belfort Confirms Likely UFC 127 Title Fight with Anderson Silva”. violentmonkey.com. Arkiverad från originalet den 9 januari 2016. https://web.archive.org/web/20160109082417/http://www.violentmonkey.com/a/vitor-belfort-confirms-ufc-127-title-fight-anderson-silva. Läst 3 mars 2011.
4. ↑  ”Silva, Belfort Boost MMA’s Brazilian Profile”. sherdog.com. http://www.sherdog.com/news/articles/Silva-Belfort-Boost-MMAs-Brazilian-Profile-29970. Läst 3 mars 2011.
5. ↑  ”Yamamoto-Johnson Prelim from UFC 126 to Stream on Facebook”. sherdog.com. http://www.sherdog.com/news/news/Yamamoto-Johnson-Prelim-from-UFC-126-to-Stream-on-Facebook-29868. Läst 3 mars 2011.
6. ↑  ”Rashad Evans injured, Jon Jones now challenges "Shogun" Rua for title at UFC 128”. mmajunkie.com. Arkiverad från originalet den 25 maj 2012. https://archive.is/20120525142117/http://mmajunkie.com/news/22361/rashad-evans-hurt-jon-jones-now-challenges-shogun-rua-for-title-at-ufc-128.mma. Läst 3 mars 2011.
7. ↑  ”UFC 126 bonuses: Silva, Jones, Cerrone and Kelly each earn $75K awards”. mmajunkie.com. Arkiverad från originalet den 25 maj 2012. https://archive.is/20120525142116/http://mmajunkie.com/news/22360/ufc-126-bonuses-silva-jones-cerrone-and-kelly-each-earn-75k-awards.mma. Läst 3 mars 2011.